# Eriogonum shockleyi
Eriogonum shockleyi är en slideväxtart som beskrevs av S. Wats.. Eriogonum shockleyi ingår i släktet Eriogonum och familjen slideväxter. Inga underarter finns listade i Catalogue of Life.